# 芝加哥、岩島和太平洋鐵路
芝加哥，岩島和太平洋鐵路公司（英語：Chicago, Rock Island and Pacific Railroad）簡稱岩島鐵路（CRI&P RR），代號（RI, ROCK）是美國歷史上曾經存在的一家大型一級鐵路公司。其經營多條客貨運輸線路，主要服務於美國中西部和南部地區。1970年底，線路總長為7183英里，路軌總長為10669，共運送有205.57億噸英里貨物，以及1.18億人次英里的客運。

## 歷史

### 公司成立

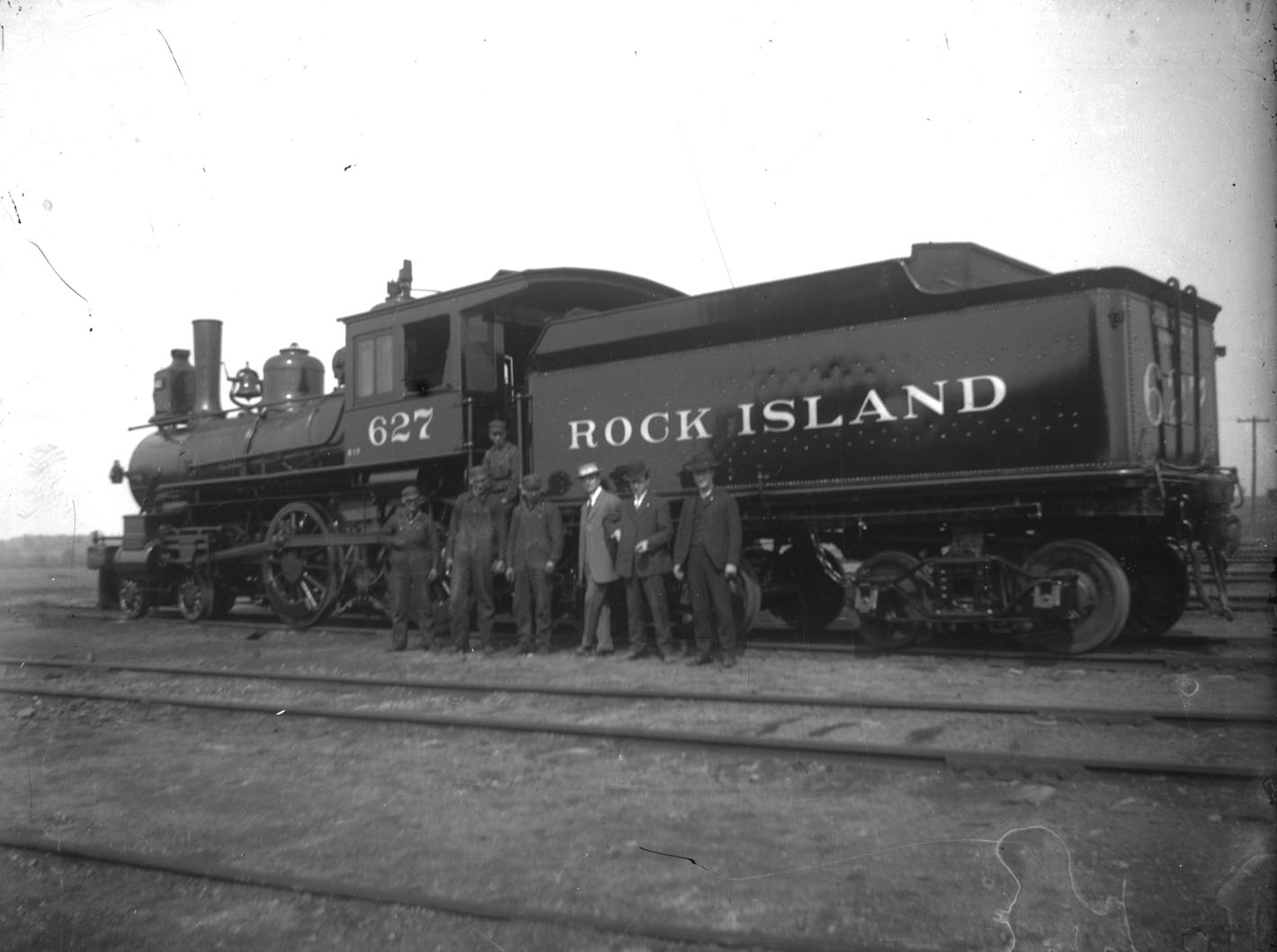
岩島627號蒸汽機車，攝於1880年左右

岩島鐵路的前身：“岩島和拉塞爾鐵路”（Rock Island and La Salle Railroad Company）於1847年2月27日於伊利諾伊州成立。1851年2月7日，公司修改憲章，更名為“芝加哥和岩島鐵路”（Chicago and Rock Island Railroad）。1851年10月1日，通往芝加哥的鐵路開始施工，1952年10月10日，第一班列車從芝加哥開往喬利埃特開始運營（今芝加哥通勤鐵路岩島線）。線路繼續延伸至伊利諾伊州拉塞爾，並於1854年2月22日抵達密西西比河畔城市伊利諾伊州岩島市，成為第一條連接芝加哥和密西西比河的鐵路。
在艾奧瓦州，岩島鐵路的盟友於1853年2月5日成立了“密西西比和密蘇里河鐵路”（Mississippi and Missouri Railroad）連結密西西比河岩島市對岸的達文波特和密蘇里河畔的康瑟尔布拉夫斯。1855年11月20日，艾奧瓦州的第一班鐵路客車開通，從達文波特至马斯卡廷。1856年4月22日，達文波特和岩島市的鐵路橋竣工，將兩個路網鏈結在一起。
1857年，時為律師的亚伯拉罕·林肯曾代理岩島鐵路打了一場關於密西西比鐵路橋是否應該保留的官司。一艘蒸汽船撞上了密西西比鐵路橋並起火焚毀，船東因此起訴岩島公司。林肯辯護道，不僅船東錯誤的操縱導致撞上了橋墩，而且這座鐵路橋是國家先進的技術成果，不能拆除。

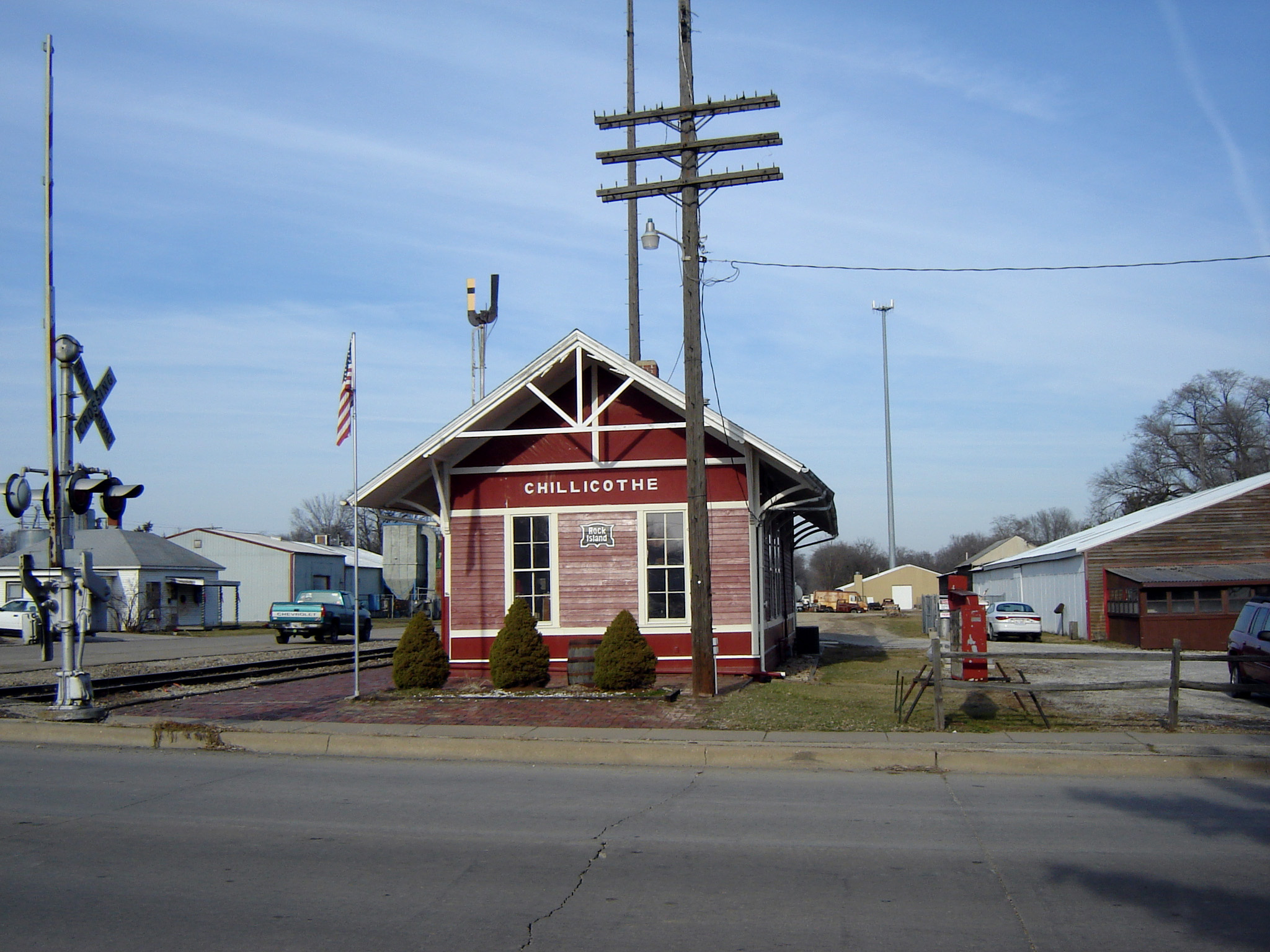
伊利諾伊州奇利科西岩島車站，現為鐵路博物館

1866年7月9日岩島鐵路收購密西西比和密蘇里河鐵路，將公司更名為“芝加哥，岩島和太平洋鐵路”。其後數十年內，其路網逐漸完善。

### 發展
岩島鐵路在全盛時期，線路延伸到阿肯色州，科羅拉多州，伊利諾伊州，艾奧瓦州，堪薩斯州，密蘇里州，內布拉斯加州，新墨西哥州，俄克拉何馬州，南達科他州，明尼蘇達州，路易斯安那州，田納西州和德克薩斯州。路網的東端為芝加哥和孟菲斯，西端為丹佛以及新墨西哥州圣罗莎。南端為德克薩斯州加爾維斯敦和路易斯安那州尤尼斯，北端為明尼阿波利斯。主要線路有明尼阿波利斯至堪薩斯城，經艾奧瓦州得梅因；密蘇里州聖路易斯市/麥塔市至圣罗莎，經由堪薩斯城；堪薩斯州赫林頓至德克薩斯州加爾維斯敦，經由沃思堡和達拉斯；以及圣罗莎至孟菲斯。最繁忙的線路為芝加哥拉塞爾街車站至岩島市，以及岩島市至马斯卡廷。

### 城際鐵路客運

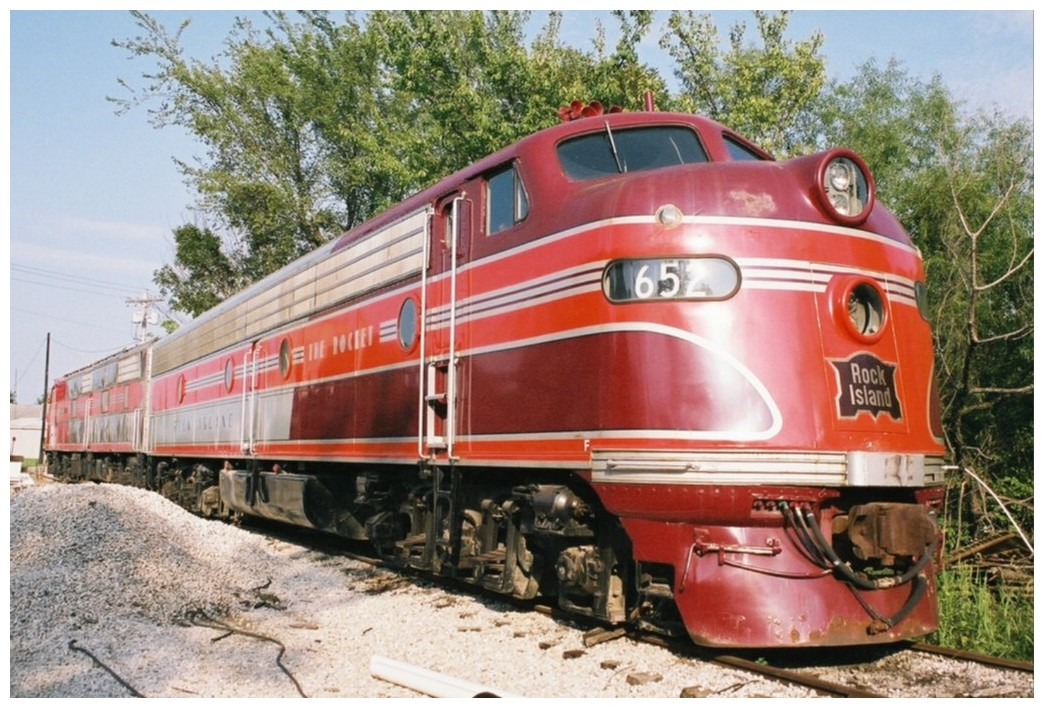
岩島鐵路E-8型#652機車和E-6型#630運行於堪薩斯州巴爾的溫市米德蘭鐵路上

和大多數美國私鐵公司相同，在鐵路業的全盛時期，岩島公司亦經營有眾多城際客運線路，常見的線路有芝加哥－洛杉磯，芝加哥－丹佛，孟菲斯－圖克姆卡里以及孟菲斯－達拉斯。岩島鐵路同時擁有普通車到特快列車數個登記的客運線，並且租用其他私鐵線路用於運營。1937年，岩島鐵路開始使用柴油機車，並且訂購了6組“輕量火箭號”流線型柴聯車投入運營。

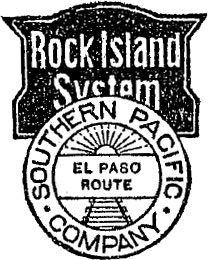
岩島鐵路和南太平洋鐵路聯運線“厄爾巴索線路” ，登於《波士頓全球日報》，1905年3月16日

為和“聖塔菲鐵路”酋長系列列車相抗衡，岩島鐵路和南太平洋鐵路開行聯運線路“金色州特快”（芝加哥－堪薩斯城－圖克姆卡里－厄爾巴索－洛杉磯），從1902年持續到1968年。在線路中，岩島鐵路以較低的成本成功將線路延伸至西海岸。然而，岩島一直無法撼動聖塔菲鐵路在芝加哥-洛杉磯線路上的優勢。1948年，岩島鐵路更新一部分流線型列車，並將“金色州特快”中“特快”兩字去掉，改為“金色州號”。同時岩島鐵路還在通條線路上開行普快車“帝國號”。

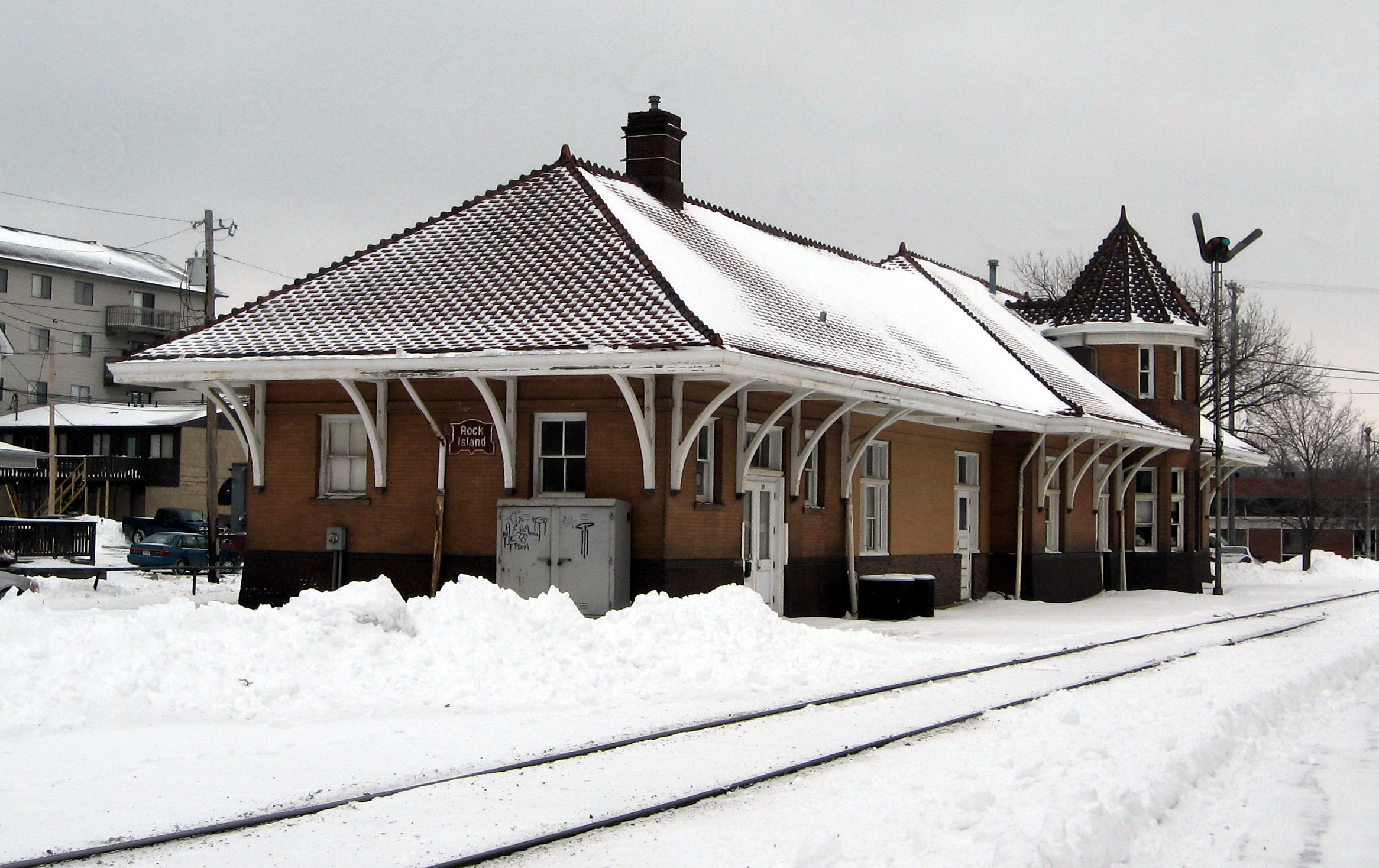
雪中的愛荷華城岩島車站

1948年“金色州號”的更新在當時引起了爭議。1947年，岩島鐵路和南太平洋鐵路曾聯合宣稱要奪戰芝加哥－洛杉磯的客運市場。為之，“金色州號”的時刻表將和聖塔菲鐵路公司的列車相近，並且擁有全新的高級車廂，一列由岩島鐵路承擔，另一列由南太平洋鐵路承擔。然而當岩島鐵路的流線型列車的建造基本完成時，南太平洋鐵路突然宣稱放棄購置新車輛。岩島鐵路的新車抵達後，陸續投入“金色州號”的運營中。
“金色州號”亦是岩島鐵路最後的一等長途列車，也是岩島鐵路最後具有餐車和臥舖的班次。
岩島鐵路另一大競爭對手為芝加哥，伯靈頓和昆西鐵路，競爭地區主要是在芝加哥至丹佛沿線。在這個區間，伯靈頓鐵路有著名的“和風號”系列快車，岩島鐵路則以“落基山火箭號”應對。“落基山火箭號”在科羅拉多州利蒙分出一部分車廂沿支線至科羅拉多泉。在這條線路上，岩島鐵路亦顯咄咄逼人之勢，甚至在內布拉斯加州林肯以西的區間裝上了ABS信號系統，以保障列車高速運行。該列車在1948年也更換流線型列車。
岩島鐵路其他“火箭”系列列車有：“玉米帶火箭號”（芝加哥－德梅因－奧馬哈），“雙星火箭號”（明尼阿波利斯－聖保羅－德梅因－堪薩斯城－俄克拉荷馬城－沃思堡－達拉斯－休斯頓），“和風火箭號”（明尼阿波利斯－聖保羅－伯靈頓－聖路易斯）和“喬克托火箭號”（孟菲斯－小石城－俄克拉荷馬城－阿馬里洛－圖克姆卡里），在當時享有很高的知名度。
1971年美國國鐵成立時，岩島鐵路拒絕和其合作。當時美國聯邦政府主導成立美鐵後，私鐵公司加入美鐵需繳納一筆費用，以換取免除客運業務的義務。費用多寡根據1970年各私鐵營運總里程數決定。當時岩島鐵路儘剩兩對城際線路（“皮奧里亞火箭號”：芝加哥－皮奧里亞；“四城火箭號”：芝加哥－岩島市），公司高層權衡利弊後，決定不加入美鐵，並“繼續為伊利諾伊州提供鐵路運輸服務”（此時儘剩兩條線路均位於伊利諾伊州境內）。岩島鐵路請了全國鐵路客運協會的創始人安東尼·哈斯維爾擔任客運分部經理。
由於公司經營不善，不少線路的路軌設施缺乏維護，導致客運質量不斷下降。以最後保留的兩對列車為例，1950年同樣線路的列車只需2.5小時，1975年退化至4.5小時。但是伊利諾伊州政府仍然資助岩島公司，使其繼續維持運營。1978年，岩島主線得到了部分整修以提高列車準點率，儘管此前岩島官方聲明客運列車並未阻礙貨運列車通行。此時的岩島列車的編組只剩下兩節硬座車廂和一台破舊的EMD E8型柴油機車，乘客亦寥寥。1978年伊利諾伊州政府決定停止資金支持後，岩島鐵路最後的兩對城際列車於12月31日停運。

### 芝加哥通勤铁路線
岩島鐵路亦曾是芝加哥都會區通勤鐵路的重要成員。其主線從芝加哥市區的拉塞爾街車站直至市南喬利埃特。其支線，又稱為“郊區線”，至藍島。通勤主線和城際列車使用同樣線路，但停站較多。郊區線主要服務於芝加哥貝弗利山地區，在格雷沙姆離開主線並向西延伸，和巴爾的摩和俄亥俄鐵路芝加哥終點線大致平行，最後轉向南，在藍島西大街重新加入主線。支線段約每四個街區就有一個停靠站。
1920年起，通勤列車使用4-6-2型“太平洋”蒸汽機車及輕量級座席客車車廂，由於客車建造於1920年，因此被戲稱為“艾爾·卡彭”車（1920年代芝加哥著名黑幫頭子）。柴油機車時代，岩島鐵路通勤鐵路開始逐漸聞名。蒸汽機車由EMD FP7型，美国机车公司RS-3型柴油機車取代。稍後，又從費爾班克斯-摩爾斯公司訂購兩台柴油機車。1949年，客車也被替換成普爾曼客車廠生產的2700客車，是芝加哥第一種空調通勤車。
1960年代，岩島鐵路勢圖用較少的花費升級其通勤鐵路車輛。最後看中的是二手易安迪製造的飛行列車。這種造型怪異的列車在城際客運中表現並不突出。岩島鐵路用其取代2700系列客車，以繼續維持空調列車的服務。
當密爾沃基鐵路於1961年訂購巴德公司雙層列車時，岩島鐵路亦決定跟風。第一批列車於1964年交付。機車也升級為EMD F7型，EMD E6型以及EMD AB6型柴油機車。機車具有集中式供電系統，向客車供電，暖氣和照明用電。1970年，又一批巴德公司雙層車到貨，岩島鐵路隨購進二手聯合太平洋鐵路EMD E8型和EMDE9型柴油機車，並加裝集中式供電系統。

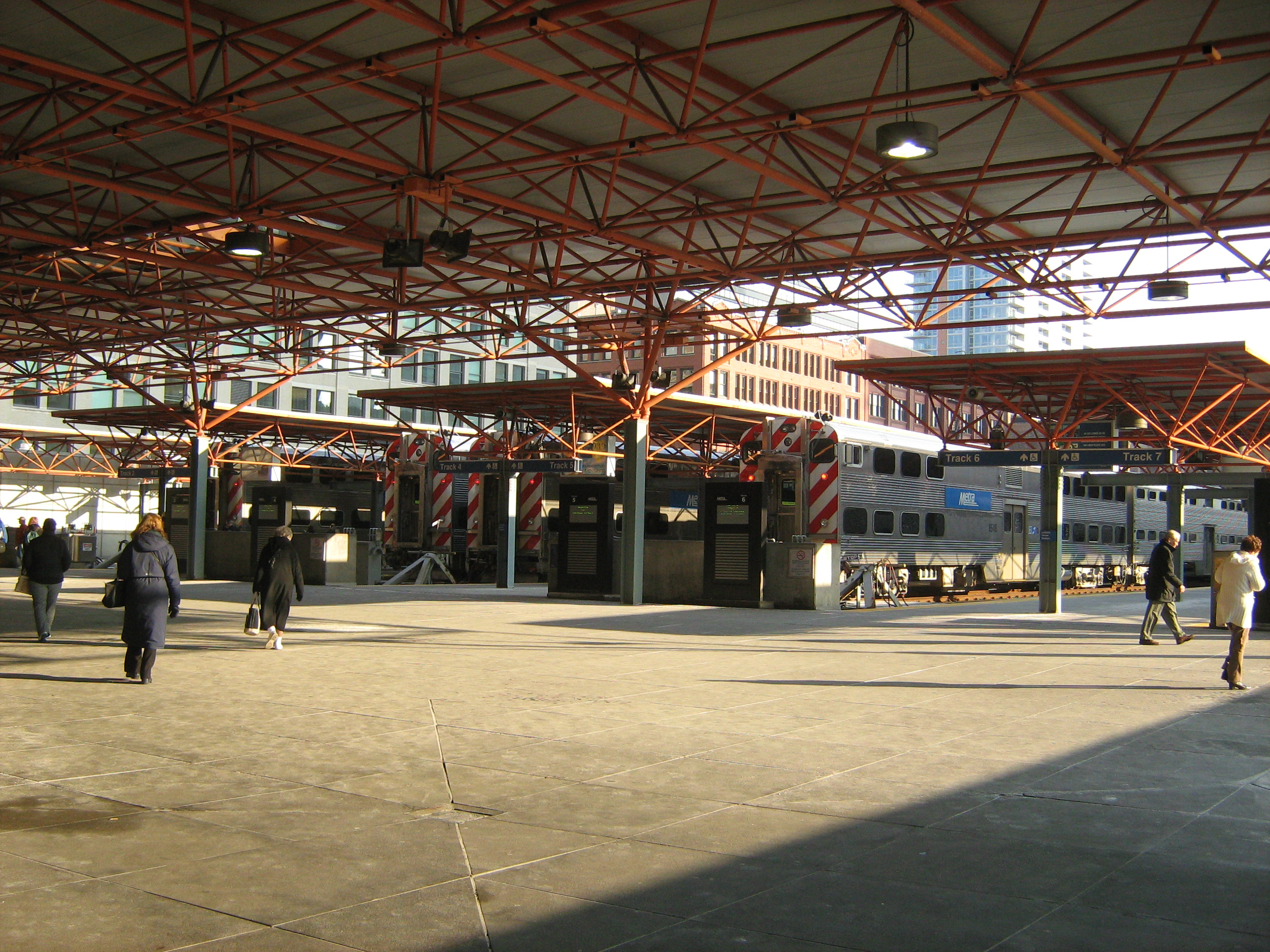
拉塞爾街車站月台現狀，目前由為Metra總站之一。 停靠的是開往藍島以及喬利埃特的通勤列車

岩島鐵路在1970年客流急劇下滑，通勤線亦不例外。許多路軌和列車的保養維護工作不到位。使用了約60載的“卡彭車”仍在繼續使用，約有30年之久歷史的2700鐵製車廂也鏽跡斑斑。岩島鐵路的總站，拉塞爾街車站的站房也由於客流減少，缺乏維護而破破爛爛，月台和車棚頂板也支離破碎，亟需修理，而捉襟見肘的岩島鐵路顯然難以勝任。
1976年，芝加哥區域鐵路終於迎來了機會。伊利諾伊州政府決定通過伊利諾伊地區交通局向各通勤鐵路投資。投資被分配到各私鐵公司，岩島鐵路也終於有資金替換掉破爛不堪的“卡彭車”和2700系列，並以巴德雙層車取而代之。機車方面，新型EMD F40PH型機車於1977年交付，1978年，曾短暫的見到最新型F40PH牽引最老式“卡彭車”有趣的場景。老式的E型或F型機車退役，或改為貨運機車。
1980年岩島鐵路倒閉後，伊利諾伊地區交通局購買了其通勤鐵路全部路軌，車輛和車站。原拉塞爾街車站站房被拆除並新建芝加哥証卷交易所，在其南面新建一較小站房。路軌和月台仍然保留，但規模大大縮小。儘管如此，岩島線的車輛和車站設施的質量得到了顯著的提高，甚至比岩島鐵路歷史上的巔峰期還要出色。芝加哥通勤鐵路系統中亦保留有岩島線。

### 艱難求生
1950年代末期，當二戰和戰後鐵路客運中興結束後，岩島鐵路發現其再一次面對各種難題：客流下降，盈利下降和成本上升。當時岩島鐵路的路線和車輛狀態較好，公司高層開始尋找合適機會轉賣其鐵路系統。
然而，岩島鐵路公司主要在“連一家鐵路公司都嫌太多”的中部平原州。其營運範圍和伯靈頓鐵路幾乎重合，僅在部分線路上較長。新的農用機械能一次性將大量穀物運送至大型糧倉，主要用於運送糧食的稠密的鐵路網在中部平原已經不再需要。此外，由於地理因素原因，1958年，在內布拉斯加州奧馬哈，有6家以上的一級鐵路公司和聯合太平洋鐵路接軌，並用UP線路來擴展向西線路。在ICC的限制下，岩島鐵路亦尋求從奧馬哈繼續向西至丹佛的路線，並最終選擇了丹佛和格蘭德河西部鐵路作為合作伙伴，其提供線路和西太平洋鐵路接軌，並最終抵達西海岸。
岩島鐵路減小開支，提高盈利的唯一辦法是和當時繁榮的鐵路公司合併。服務於中西部的芝加哥和西北鐵路和密爾沃基鐵路曾有計劃合併，但未實現。1964年，岩島鐵路和聯合太平洋鐵路開始就併購案進行談判。併購若能成功，新公司將擁有一個從芝加哥至西海岸的巨大的鐵路網。
由於UP在奧馬哈樞紐的作用至關重要，合併對整個奧馬哈鐵路市場而言是“牽一發而動全身”，涉及許多鐵路公司，故反對合併的聲浪一直不絕於耳。這也成為了州際通商委員會歷史上最棘手的併購案之一。面對許多一級鐵路和農業鐵路擴張的需求， ICC特派調查員主持這場併購案，試圖緩和反對意見，並解決密蘇里河以西鐵路網存在的問題。

### 聯合太平洋鐵路-岩島鐵路併購案
聯合太平洋鐵路和岩島鐵路的併購案整整持續了10年，ICC的調查報告也累計數千頁。行政法官南森·克萊坦尼克終於通過了一個合併方案：芝加哥－奧馬哈主線歸聯合太平洋鐵路，“金色州”線路堪薩斯城至圖克姆卡里區間歸南太平洋鐵路，“喬克托”線路孟菲斯至阿馬里洛區間由聖塔菲鐵路所有。格蘭德河鐵路可選擇購買丹佛至堪薩斯城的線路。
該方案並未得到實施，最後克萊坦尼克的規劃直到1990年代末期才實現，此時密蘇里河以西只剩下了兩家一級鐵路公司：聯合太平洋鐵路和BNSF鐵路。然而在1974年，這個方案被認為是過分激進，沒有可操作性，無法解決當時農業鐵路和普通貨運鐵路中存在的一系列急切的問題。
在漫長的併購案審核過程中，岩島的經濟狀況在不斷下滑。1965年，和聯合太平洋鐵路合併的日子似乎已經為期不遠，岩島鐵路開始削減開支，以節省經費。路軌的維護工作被減少，客運線路也只剩下ICC強制要求的最低標準，機車保養也只剩下基本保養以維持運行。鐵路列車狀況不斷變差，脫軌事故的頻率也隨之上升。為支撐未來的合併伙伴，聯合太平洋鐵路要求岩島鐵路放棄丹佛路線，並集中使用奧馬哈轉運站。但岩島方面拒絕了這項建議，聯合太平洋鐵路轉而將線路安排給芝加哥和西北鐵路使用。
到1974年合併案批准時，此時的岩島鐵路已經早已不如1950年代。聯合太平洋鐵路官方重新審查了併購案，發現合併此時的岩島鐵路，無論是在資金，路軌，車輛，人員以及路網運行上，都會給聯合太平洋鐵路自身帶來不利。聯合太平洋鐵路最後放棄了併購案，一場打了十餘年的併購官司最後以流產而告終。

### 最後一搏

1974岩島鐵路採用新的塗裝方案"The Rock"。 圖為岩島4340 GP38-2型柴油機車，該車在1980年岩島公司破產時被密蘇裡太平洋鐵路收購，並更名為MoPac #2278

併購失敗後，岩島鐵路無論在資金上還是在運作上都面臨絕境。岩島公司請聯邦鐵道管理局（FRA）官員約翰·W·英格拉姆作為總裁兼首席執行官。英格拉姆立刻向聯邦鐵道管理局申請貸款整修線路，但為時已晚。1975年3月17日，岩島鐵路申請破產，此時公司帳目上僅有300美元資金。根據聯邦破產法第77章，岩島鐵路進入破產程序。破產程序由法官弗蘭克·J·麥克加爾主持，最終由麥克加爾1960年代的法律事務助手，威廉·W·吉本斯托管整個鐵路公司。
在破產程序中，岩島鐵路亦試圖開展一項新的業務：從中西部各穀倉的糧食運送到德克薩斯州加爾維斯敦港口。英格拉姆和官方認為該計劃需投入約1億美元的資金。無守車的穀物列車是投資最少的營運方式，並能獲得一些回報。
此外，岩島鐵路還購進了一些新機車替代老式的嚴重老化的舊型機車。新機車採用了淺藍色和白色為主色調的新塗裝。年久失修的主線終於有機會對鐵軌和道釘進行一些有限的更新。然而，由於一些競爭對手鐵路公司的遊說，英格拉姆向FRA的申請的貸款並沒有被批准。1978年，主線維修工作使得其狀況稍有改善，當年夏天，伊利諾伊州區域的貨運線已經基本沒有延遲，貨運運量也逐漸上升。南太平洋鐵路亦準備向岩島鐵路購買“金色州”客運線路。儘管整個經濟在1970年代末期一片蕭條，但岩島鐵路卻慢慢走向收支平衡。
岩島鐵路的債權人，如亨利·克朗等人聲稱岩島鐵路應當立即倒閉並用其財產清償債務。克朗認為岩島鐵路不太可能盈利，無法通過盈利來支付巨額債務。在這個時期，克朗個人調查了岩島鐵路，以及其他許多因為破產清算導致的壞賬的債務。
正當岩島鐵路努力更新設備和維護線路時，岩島鐵路工會開始對過期的勞資合同進行洽談。一線工人的合同雖已經過期，但仍然在繼續工作，他們的工資也沒有增長。1979年夏天，美國鐵路司機工會以及美國交通業聯合工會和資方達成新的協議，鐵路和航空職員工會（BRAC）堅持要求其工資應當比協議過期前的水平有所上漲，從而拒絕簽署新協議。
岩島鐵路被迫將其帳目向BRAC公開，說明其危險的經濟狀況，希望BRAC能和其他工會一樣儘早簽署新協議。然而BRAC主席弗雷德·J·克羅爾拒絕了審查岩島鐵路的帳目，並於1979年8月發起了BRAC工人罷工。岩島鐵路各車站都佈下了罷工警戒線，以阻止已經簽署協議的工會工人上班，岩島鐵路宣布癱瘓。
英格拉姆和岩島鐵路官方盡一切所能使鐵路網重新運行。少量列車開始了運行，但大部份仍由於罷工而停運。總統吉米·卡特簽署了命令要求鐵路員工立刻返回工作。雖然罷工仍在進行，但鐵路運輸逐漸開始恢復。見此情況，工會擔心發生在佛羅里達東海岸鐵路的罷工破壞情況再次發生，工會終於妥協，並向聯邦鐵道管理局和ICC上述豁免。雖然岩島官方在罷工後疏通了80％罷工積壓，但卡特政府仍通過ICC下達了岩島鐵路緊急狀況，宣稱岩島鐵路將無法參與到1979年豐收季穀物運輸。ICC因此下達“定向服務命令”，由堪薩斯城終點鐵路（Kansas City Terminal Railway）公司暫時接管並運行岩島鐵路系統。
“定向服務命令”使得各鐵路公司能通過堪薩斯城終點鐵路公司，試驗岩島各線的運營狀況。1980年1月24日，法官麥克加爾決定駁回岩島鐵路提出的並購案，並且下令岩島鐵路倒閉，進行清算。公司總裁英格拉姆引咎辭職，吉本斯就任總裁並負責相關善後工作。
堪薩斯城終點鐵路於2月底宣布岩島鐵路所有業務正式停止，最後一趟列車由於科羅拉多州大學，整整行駛了三日後的3月31日抵達終點丹佛。客車，貨車和機車集中在各大車站或修車場，準備出售。近130年的岩島鐵路正式煙消雲散。

## 後續

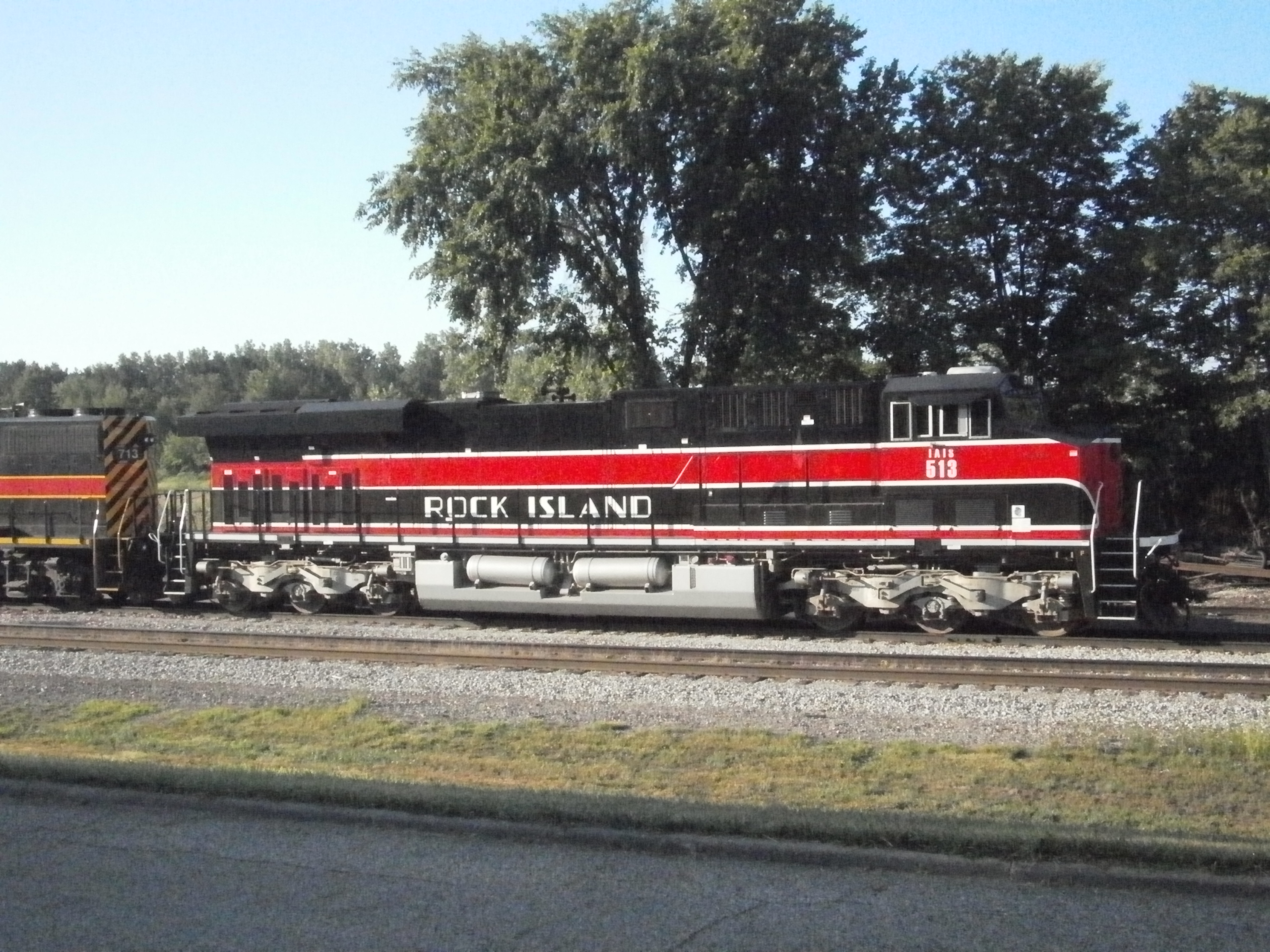
艾奧瓦州際鐵路513號ES44AC型機車，採用岩島鐵路復古塗裝。該車牽引貨物列車正從伊利諾伊州皮奧里亞前往艾奧瓦州錫達拉皮茲

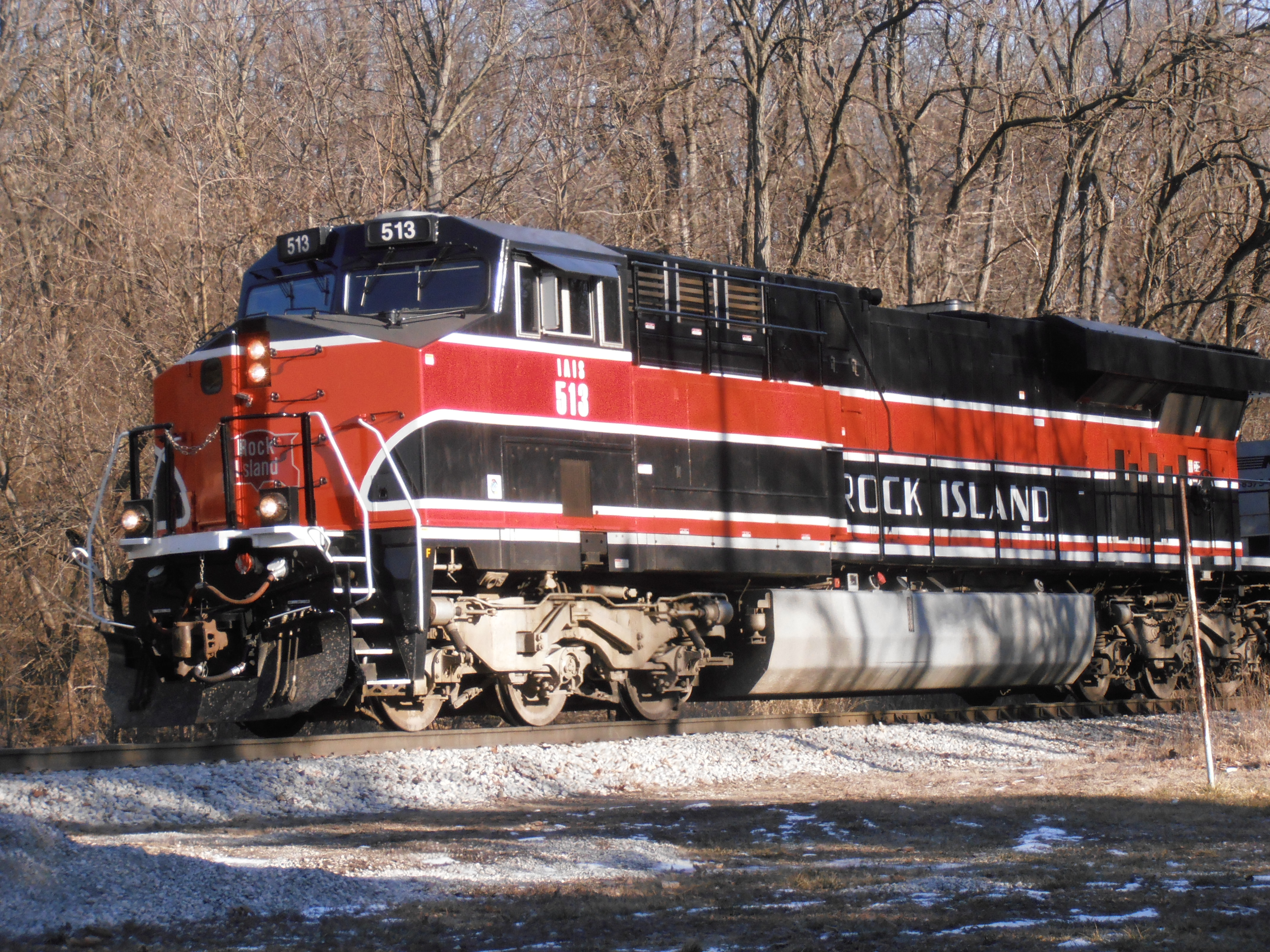
另一個角度看艾奧瓦州際鐵路513號機車

隨後數年內，岩島鐵路的機車，車輛，路軌和不動產轉賣給其他鐵路或拆除。岩島總資產賣了約5億美元用於償還債務和利息。亨利·克朗的話終於被證明是正確的，他和其他債主在鐵路衰退期購買的鐵路債券最終得到了清償。
吉本斯最後於1984年6月1日解除岩島公司總裁職務，岩島鐵路也於同日宣告結束。所有的債務都得到清償，並且還擁有一大筆剩餘資金。岩島鐵路更名為“芝加哥太平洋集團”並收購了“胡佛家用電器公司”。1988年，該公司被美泰格公司收購。
儘管當初聯合太平洋鐵路拒絕收購岩島鐵路，但如今卻擁有長歷程的舊岩島線。然而當時談判中聯合太平洋鐵路的目標：芝加哥至奧馬哈區間，如今卻為另一家鐵路公司：艾奧瓦州際鐵路所有。

### 公司領導
岩島公司歷任總裁：
- 詹姆斯·W·格蘭特，11/27/1850-12/22/1851。[6]
- 約翰·布洛姆菲爾德·傑維斯， 12/22/1851－12/1854。[6]
- 亨利·法南姆，12/1854－6/1863。[6]
- 查爾斯·W·杜蘭特， 6/1863－4/1866。[7]
- 約翰·F·特雷西，8/1866－4/14/1877。[8][9]
- 休·里德爾，4/14/1877－6/6/1883。[10]
- 蘭塞姆·里德·凱布爾，6/6/1883－6/1898。[10]
- 沃倫·G·普笛，6/1898－12/31/1901。[11]
- 威廉·貝特曼·利茲，12/31/1901 －3/26/1904。[11]
- 本傑明·L·溫切爾，3/26/1904－12/1909。
- 亨利·U·馬奇，12/1909－4/20/1915。
- 雅各布·麥克加溫克·迪肯森，岩島鐵路1915年破產時監管，4/20/1915－6/21/1917。
- 詹姆斯·E·高曼，6/22, 1917－6/7/1933。
- 約瑟夫·B·弗萊明，法蘭克·奧倫· 洛登（直至其3/20/1943去世）和詹姆斯·E·高曼（直至其3/25/1942去世），岩島鐵路1933年破產時監管，6/7/1933－12/31/1947。阿倫·科爾農替代弗洛登於4/19/1943出任監管。
- 約翰·陶·法林頓，1/1/1948 - 1955。
- 唐寧·B·詹克斯，1956－1961。
- R·艾利斯·約翰遜，1961－1964。
- 傑維斯·朗頓二世，1965－1970。
- 威廉·J·狄克遜，1970－1974。
- 約翰·W·英格拉姆，1974－1/1980。[12]
- 威廉·M·吉本斯，1975年岩島破產時監管，並接任總裁負責處理善後，3/7/1975－7/1/1984。[13][14][15][16][17]

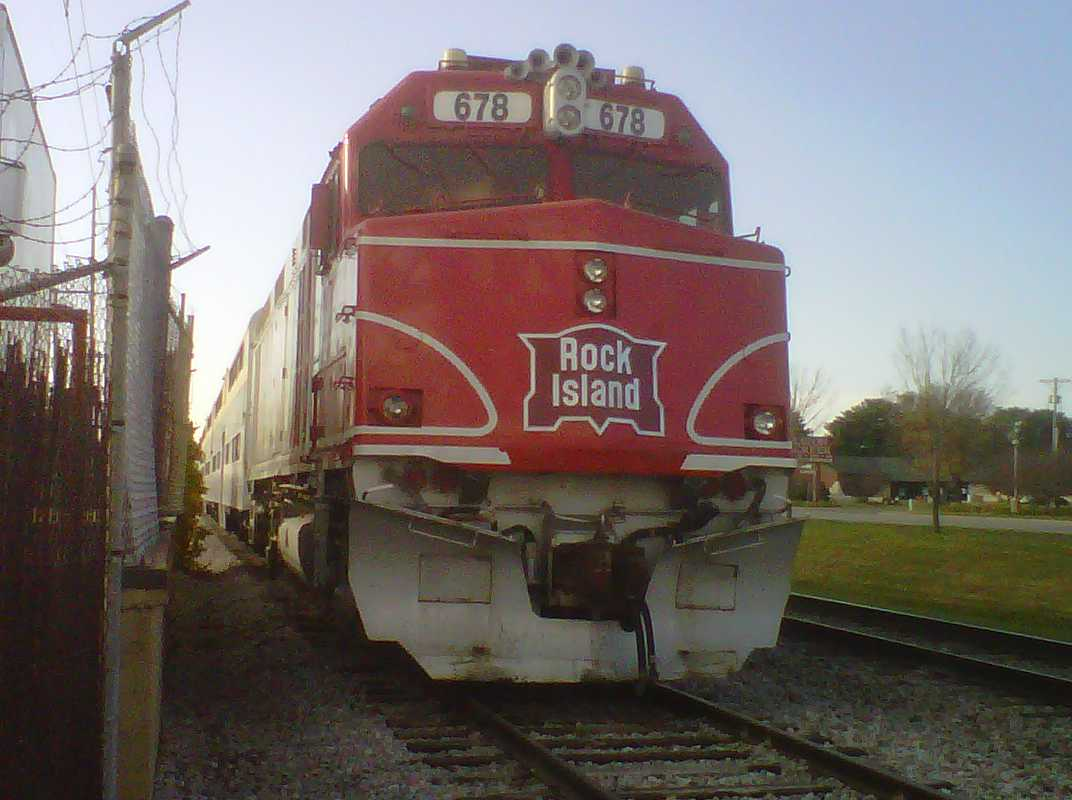
艾奧瓦北方鐵路678號機車位於艾奧瓦州科勒爾維爾，機車為岩島鐵路風格塗裝

## 外部連結
- 岩島鐵路技術網上社區 （页面存档备份，存于）
- 岩島鐵路客運介紹 （页面存档备份，存于）
- 描述岩島鐵路客運的歌曲
- 岩島鐵路在阿肯色州 （页面存档备份，存于）
- 1854 Grand Excursion
- Andover Junction Publications Remember the Rock magazine Home Page （页面存档备份，存于）
- 岩島鐵路系統詳圖 （页面存档备份，存于）
- 俄克拉何馬州歷史風俗百科全書－岩島鐵路部分
- 俄克拉何馬電子地圖：俄克拉何馬和印第安納領地的電子地圖集